# محمد القحطانی
محمد القحطانی (عربی: محمد القحطاني؛ زادهٔ ۲۳ ژوئیهٔ ۲۰۰۲) بازیکن فوتبال اهل عربستان سعودی است که در پست وینگر برای باشگاه فوتبال الهلال در لیگ حرفه ای عربستان بازی میکند.
وی همچنین در تیم‌های ملی فوتبال زیر ۲۳ سال عربستان سعودی، و عربستان سعودی بازی کرده‌است.